# PopMart: Live from Mexico City
PopMart: Live from Mexico City è un live degli U2 filmato il 3 dicembre 1997 durante la tappa al Foro Sol di Città del Messico del PopMart Tour.
Uscito nel novembre 1998 nei formati VHS e Video CD, è stato nuovamente masterizzato per uscire sotto forma di DVD nel Settembre 2007. Nel 1999 ricevette una nomination ai Grammy Awards nella categoria: Best Long Form Music Video.

## Tracce
1. Pop Muzik
2. Mofo
3. I Will Follow
4. Gone
5. Even Better Than the Real Thing
6. Last Night on Earth
7. Until the End of the World
8. New Year's Day
9. Pride (In the Name of Love)
10. I Still Haven't Found What I'm Looking For
11. All I Want Is You
12. Desire
13. Staring at the Sun
14. Sunday Bloody Sunday
15. Bullet the Blue Sky
16. Please
17. Where the Streets Have No Name
18. Lemon (Perfecto Mix)
19. Discothèque
20. If You Wear That Velvet Dress
21. With or Without You
22. Hold Me, Thrill Me, Kiss Me, Kill Me
23. Mysterious Ways
24. One
25. Wake Up Dead Man

Le tracce Pop Muzik e Lemon (Perfecto Mix) sono canzoni pre-registrate. La prima è l'intro del concerto, durante il quale la band faceva il suo ingresso sul palco passando tra il pubblico. La seconda invece dava il via al primo encore, dove gli U2 riprendevano il loro show uscendo da un limone motorizzato di 12 metri che si trasformava poi in una palla di specchi da discoteca. Tutte le canzoni sono state scritte dagli U2, ad eccezione di Pop Muzik che è ad opera di Robin Scott, cantante e fondatore del progetto musicale M.

## Riprese
A parte alcuni piccoli tagli (per esempio non compare il momento in cui Bono chiede ad un fan di spegnere il proprio puntatore laser alla fine di New Year's Day), questo live è l'unico che comprende la scaletta al completo del concerto. Alcune tracce di questa performance sono state incluse nella compilation Hasta la Vista Baby!, uscita nel 2000 per i soli fan iscritti al fanclub ufficiale della band. Come si può notare dalle riprese, né Sunday Bloody Sunday, né Bullet the Blue Sky sono suonate con una chitarra Fender Stratocaster o con una Telecaster; ma entrambe sono eseguite con una Gibson Les Paul Goldtop.

## Versioni
Il DVD è stato pubblicato in due versioni: standard (un disco) e deluxe (due dischi), entrambi nel formato Aspect ratio 4:3, remixati in Dolby Digital 5.1, in DTS 5.1 e audio PCM stereo. Il secondo disco della versione deluxe contiene i seguenti contenuti extra:
- Bonus Tracks

1. Please, Where the Streets Have No Name, Discothèque e If You Wear That Velvet Dress — registrate live durante la tappa al Feijenoord Stadion, Rotterdam, 18 luglio, 1997
2. Hold Me, Thrill Me, Kiss Me, Kill Me, Mysterious Ways e One — registrate live durante la tappa al Commonwealth Stadium, Edmonton, 14 giugno, 1997

- Bonus Music Videos

1. Staring at the Sun (Miami Version)
diretto da Morleigh Steinberg
2. Last Night on Earth - First Night in Hell (Remix Version)
Diretto da John Bland

- Documentaries

1. Lemon For Sale
2. The Road To Sarajevo
3. A Tour of the Tour
4. Last Night on Earth - One Day in Kansas

- PopMart Tour Visuals Montage
Curato da Catherine Owens
- Extras

1. DVD-ROM features